# جائحة فيروس كورونا في أونتاريو 2020
جائحة فايروس كورونا لعام 2020 في أونتاريو، وباء فيروسي متطور من مرض الفايروس التاجي 2019(كوفيد- 19)، حيث أنه مرض معدٍ جديد يحدث بسبب متلازمة الالتهاب الرئوي الحاد (سارس- كوف-2).
حدثت أول حالة لكوفيد-19 في كندا خلال الوباء العالمي 2019-2020 في مقاطعة أونتاريو الكندية بعد وصولها في 22 يناير 2020، عند عودة شخص من سفره من ووهان (الصين) إلى تورينتو (أونتاريو الكندية) حيث أُعلن عن الحالة في 25 يناير.
اعتبارا من 6 أبريل الساعة 4 مساءا كُشف عن 4762 حالة مصابة بالمرض، و 1802  حالة معافاة، و 153 حالة وفاة. حيث أنه أُخضع 81364 شخص لفحص فايروس كورونا، وكانت النتيجة 76638 شخص سلبي النتيجة أي ما يقارب 94.2% و 4726 شخص إيجابي النتيجة  أي ما يقارب 5.8% ولا يزال هنالك أشخاص باقون في انتظار نتائج فحوصاتهم بسبب تراكم وتزايد أعداد الفحوصات. ومن جميع الحالات المذكورة سابقا  تم إدخال 614 حالة إلى  المشفى و233 حالة بحاجة إلى رعاية مكثفة.
في 17 مارس، أعلنت حكومة أونتاريو حالة الطوارئ، فأغلقت الحانات والمطاعم (باستثناء الطلبات الخارجية والتوصيل)، بالإضافة إلى المكتبات والمسارح ودور السينما والمدارس والحضانات وجميع أماكن التجمعات العامة لأكثر من 50 شخصا (في 28 مارس خُفضت إلى 5 أشخاص). علاوة على ذلك أعلنت الحكومة في 17 مارس أن أونتاريو لديها بعض الأدلة على انتقال عدوى كوفيد-19 للمجتمع.
في 3 إبريل، أصدرت حكومة أونتاريو توقعات تشير إلى أن من 3 000 إلى 15 000 حالة وفاة ممكنة مالم تتخذ تدابير أخرى. وأشارت النماذج نفسها إلى أنه لو لم تتخذ تدابير للحد من الإصابة، لكان من الممكن أن يصل عدد الوفيات إلى 100 000 حالة.

## خلفية
في 12 يناير 2020، أكدت منظمة الصحة العالمية عن ظهور فيروس كورونا المستجد كسبب للمرض التنفسي الذي أصاب مجموعة من الأشخاص في مدينة ووهان، مقاطعة خوبي، الصين، إذ أُبلغ عنهم إلى منظمة الصحة العالمية في 31 ديسمبر 2019. كانت نسبة الوفيات بين الحالات المُشخصة بكوفيد-19 أقل بكثير من جائحة فيروس سارس في عام 2003، لكن انتقال العدوى كان أكبر، والوفيات أيضًا.

## الجدول الزمني

### يناير- فبراير
- في 23 يناير، قُبلت أول حالة افتراضية في كندا في مركز سيني بروك للعلوم الصحية في تورينتو ووضعت في غرفة الضغط السلبي. والمريض رجل في الخمسينات من العمر سافر بين ووهان وغوانزو قبل العودة إلى تورنتو في 22 يناير، قام المريض بالاتصال بخدمات الطوارئ بعد ظهور أعراض سريعة للمرض عليه، ووضعت فرضية العدوى للمريض بعد إجراء فحص سريع في مختبر تورينتو للصحة العامة في أونتاريو، ثم أكد الفحص النهائي الذي أجري في المختبر الوطني للأحياء الدقيقة في وينيبيغ، مانيتوبا الحالة المفترضة في 25 يناير. صرحت السلطات أن المريض كان يعاني من مشاكل في الجهاز التنفسي ولكنه في حالة مستقرة. بعد ذلك تحسنت حالته وخرج من المشفى في 31 يناير.
- في 27 يناير، أعلن المسؤول الطبي الأول للصحة في أونتاريو أن زوجة الرجل هي الحالة الافتراضية الثانية. لكن أفاد المسؤولون أنها في حالة صحية جيدة غير مصحوبة بأي أعراض.
- في 31 يناير،
  - أُبلغ عن الحالة الثالثة في أونتاريو، والحالة الرابعة التي كشف عنها كانت في لندن. قال المسؤولون أن الشخص المصاب امرأة في العشرينات من عمرها وطالبة في جامعة غرب أونتاريو عادت من ووهان في 23 يناير. في بداية الأمر كانت نتيجة فحوصاتها سلبية ولا تظهر عليها أي أعراض، لكن  الفحوصات المتقدمة الإضافية أكدت أن المرأة لديها مستوى منخفض من الفيروس. قال المسؤولون أن المصابة كانت ترتدي قناعا أثناء رحلتها، وقد دخلت طوعا في عزلة ذاتية عند عودتها، لتتعافى تماما بعد يومين أو ثلاثة أيام.
  - وفي اليوم نفسه أفادت حكومة أونتاريو أن 17 شخص قيد التحقيق ضمن نفوذها الإقليمي. قال المسؤولون إن معظم الأشخاص الذين هم قيد التحقيق ينتظرون نتائج فحوصاتهم أثناء عزلهم الذاتي في المنزل.

وفي30 يناير، صرح المسؤول الطبي المساعد في أونتاريو أنه قد أجري 67 فحصًا في مقاطعة أونتاريو في هذا اليوم وكشفت عن 38 نتيجة سلبية. وقال المسؤولون أن جميع الحالات المحتملة بما  في ذلك النتائج السلبية السابقة، أعيد إختبارها لتبقى متاحة كتقييمات إضافية.
تم استخدام قاعدة القوات الكندية تورينتو في تورينتو- أونتاريو كمرفق للحجر الصحي للكنديين العائدين منذ 7 فبراير. بحلول 24 مارس تم الإبلاغ عن 13 حاله إيجابية للفايروس من المواطنين العائدين في قاعدة القوات الكندية.
في 24 فبراير، تم الإعلان عن حالة افتراضية رابعة في أونتاريو لامرأة في العشرينيات من عمرها، قدمت إلى المشفى في 21 فبراير بسبب ظهور بعض الأعراض عليها بعد سفرها إلى ووهان. تم فحص المرأة محليا بنتيجه فحص إيجابية ثم بعد ذلك تم إرسال العينة إلى المختبر الوطني للأحياء الدقيقة في وينيبيغ. وفي 24 فبراير، ذكر مسؤولو الصحة في أونتاريو أن جميع الحالات الثلاث السابقة في أونتاريو تم شفائها، مما يعني أن المرضى حصلوا على نتائج فحوصات سلبية متتالية بفارق 24 ساعة «وأن النظام كان يعمل».

### مارس.
في 5 مارس، أبلغت أونتاريو عن ثلاث حالات أخرى  مصابة بفايروس كورونا، حيث أصبح مجمل العدد في المقاطعة 23 حالة، ومع وجود حالات في تورينتو، كيتشنر، ميسيساغا تم الإبلاغ عنها.
أما الحالات الثلاث فقد دخلت تورنتو من إيران، إيطاليا، وسفينة جراند برينسس على التوالي. وأعلن أيضا أنه تم إثبات حالة أخرى في أوننتاريو.
في 6 مارس، تم الإبلاغ عن 5 حالات، اثنتان من  كل من إيران وجراند برينسس، وواحدة من لاس فيغاس. في 8 مارس، تم الإبلاغ عن 4 حالات أخرى قادمة من كولورادو، وواشنطن العاصمة، وفرنسا، وألمانيا، حيث أنه بلغ مجمل عدد الإصابات إلى 32 حالة.
في 9 مارس، أكدت أونتاريو وجود حالتين جديدتين مصابتين بفايروس كورونا، مما رفع العدد الإجمالي للحالات في المقاطعة إلى 34 حالة. حيث أن الحالتين هما ثمانيني، وسبعيني العمر من تورينتو قد سافروا إلى إيران، حيث تضاعفت حالات كوفيد-19 في الأسابيع الأخيرة.
في 10 مارس، تم تأكيد الاتصال الوثيق لحالة سابقة مع رجل سافر إلى سويسرا كحالة رقم 35, و 36 على التوالي في أونتاريو. في وقت لاحق من نفس اليوم، تم تأكيد أن رجل من سادباري الذي حضر مؤتمر جمعية المنقبين والمطورين[بحاجة لمصدر] بكندا في تورنتو، في 2-3 مارس هو الحالة الإيجابية السابعة والثلاثون، والأول في شمال أونتاريو.
في 11 مارس، تم الإعلان عن رجل يبلغ من العمر 40 عاما قد سافر مؤخرا إلى النمسا كأول حالة لفيروس كورونا في أوتاوا. في نفس اليوم ارتفع العدد الإجمالي لحالات الإصابة بفايروس كورونا في أونتاريو إلى 42 حالة.
في 12 مارس، تم الإعلان عن 17 حالة جديدة بما في ذلك طفل رضيع زار مشفى نورث يورك العام في تورينتو،  في ذلك اليوم، ارتفع العدد الإجمالي للحالات في أونتاريو إلى 59 حالة.   
في 13 مارس، أبلغ مسؤولو الصحة عن 19 حالة إضافية، ليصل عدد الحالات إلى 79 حالة. وفي 14 مارس، تم تسجيل 24 حالة جديدة مما يجعل المجموع 103.
في 17 مارس، أعلن أن رجلا في السبعين من عمره، توفي في باري، حيث أنه كان أول حاله وفاة تسجل في أونتاريو بسبب كوفيد-19.
في 18 مارس، تم فحص لاعب لم يكشف عنه لفريق أتاوا سيناتورز للهوكي وكنت نتيجته إيجابية. في ذلك اليوم تم تسجيل 23 حالة جديدة في أونتاريو، ليصل العدد الإجمالي للحالات 212.
من الحالة الأولية في 23 ينايرالى 18 مارس، أكثر من نصف عدد الحالات المعلن عنها، معلن عنها في تورينتو (220 حاله), حيث أن 11 حالة تحت التحقيق لاتهامها بنقل المرض للمجتمع، تم التصريح في هاميلتون عن 23 حالة، أوتاوا عن 19 حالة، دورهام عن 18 حالة، ومنطقة واترلو عن 14 حالة.

### أبريل
في 2 أبريل، أعلن لاكريدج هيلث -نظام الرعاية الصحية- عن تفشي فايروس كوفيد-19 في مشفى أوشاوا العام في أوشاوا، وأعلنت أن إحدى وحداتها الداخلية ستغلق مؤقتًا بعد أن تم الكشف عن حالة مصابة ب كوفيد-19 تعمل في كادر العناية بالمرضى.
في 9 أبريل، صرحت أونتاريو عن أول حالة وفاة وكانت لرجل في الخمسين من عمره يعمل في مجال الرعاية الصحية في برامبتون.

## تصريحات الحكومة
أعلنت أونتاريو أنها تمتلك صفحة ويب مخصصة يتم تحديثها مرتين يوميًا بالحالات الإجمالية والجديدة. بالإضافة إلى ذلك، قاموا بإصدار تصريحات جديدة للإعلان عن الحالات مثبتة الإصابة مع مصدرها سواء كان ذلك مرتبط بتاريخ السفر أو الاتصال المباشر. تشرف وزيرة الصحة في أونتاريو كريستن إليوت ووزيرة الرعاية طويلة الأجل ميريلي فوليرتون على خطة الطوارئ للفايروس.
في 12 مارس، أعلنت حكومة أونتاريو أنه سيتم إغلاق المدارس الممولة من القطاع العام لمدة أسبوعين إضافيين بعد عطلة مارس حتى 5 أبريل.
في 15 مارس، أعلنت محكمة العدل العليا في أونتاريو تعليق معظم القضايا الجنائية، بما في ذلك المحاكمات حتى نهاية مايو.
في 17 مارس، أعلن رئيس وزراء أونتاريو دوج فورد حالة الطوارئ على مستوى المقاطعة. وشمل ذلك حظر جميع التجمعات العامة لأكثر من 50 شخصًا (تم تخفيضها لاحقًا إلى 5 أشخاص في 28 مارس)، وإغلاق المكتبات والمسارح ودور السينما والمدارس الخاصة (بالإضافة إلى المدارس الممولة من القطاع العام والتي تم بالفعل طلب إغلاقها اعتبارًا من 14 مارس حتى إشعار آخر) ومباني الرعاية اليومية. في حين أن معظم الحانات والمطاعم مسموح لها بالبقاء مفتوحة، إلا أنها لا يمكن أن تقدم سوى خدمات الطلبات الخارجية وخدمات التوصيل، وبعض المطاعم مثل ماكدونالدز كندا، وويندي، يتم توفيرها من خلال خدمة التوصيل فقط. في اليوم التالي، تم إعلان حالة الطوارئ أيضًا في منطقة بيل ومقاطعة سيمكو بواسطة واردين جورج كورنيل.
في 20 مارس تم الإعلان عن تدابير أخرى بما في ذلك التنازل عن فترة الانتظار لمدة ثلاثة أشهر لتغطية الرعاية الصحية، وإطلاق بوابة التعلم الإلكتروني والامتيازات الموسعة للمستشفيات لإعادة نعين الموظفين.
في 23 مارس، أعلنت شركة فورد أنه سيتم إغلاق جميع الشركات «غير الضرورية» اعتبارًا من الساعة 11:59 مساءً. ذكرت فورد أيضًا أن المدارس ستظل مغلقة بعد تاريخ الافتتاح في 6 أبريل وحتى إشعار آخر. ثم تم نشر قائمة بـ 74 شركة «أساسية» في وقت لاحق من اليوم في 23 مارس. في اليوم نفسه، أعلن عمدة المدينة جون توري، في منطقة يورك من قبل الرئيس واين إيمرسون، وفي منطقة هالتون من قبل الرئيس غاري كار. وفي اليوم التالي، أعلن الرئيس جون هنري حالة الطوارئ في منطقة دورهام من قبل رئيس البلدية أندي ليثام في بحيرات كاوارثا.
في 25 مارس، قدم فورد ووزير المالية رود فيليبس حزمة استجابة بقيمة 17 مليار دولار تتضمن تدفق النقد للقطاع الصحي، والمدفوعات المباشرة للآباء والإعفاءات الضريبية للشركات. في 26 مارس، أعلن عمدة بريان باترسون حالة الطوارئ البلدية في كينغستون بسبب حالتين جديدتين للفيروس أعلنتهما KFL & A للصحة العامة. وهناك ثلاث حالات حديثة في المنطقة صرحت عن عدم وجود اتصال وثيق سابق مع أشخاص مصابين بالعدوى، مما تسبب في استنتاج مسؤولي الصحة أن انتقال المجتمع المحلي موجود في المنطقة، وإغلاق العديد من العيادات الطبية. بالإضافة إلى ذلك، بعد أوامر كاليفورنيا وكولومبيا البريطانية، يمكن أن تتضمن طلبات الوجبات الجاهزة والتوصيل من المطاعم المشروبات الكحولية طالما أن الطلب يحتوي على مواد غذائية ويتم طلبه بين الساعة 9 صباحًا و 11 مساءً.
في 27 مارس الساعة 2:00 مساءً تم تفعيل نظام الإنذار الوطني في كندا على جميع محطات الراديو وقنوات التليفزيون وموفري الخدمة والشبكات اللاسلكية LTE في أونتاريو، لنشر تحذير يعلم المسافرين العائدين إلى أونتاريو بمتطلبات العزل الذاتي الإلزامي بموجب القانون الفيدرالي.
استجابة للزيادة المتوقعة في المرضى الذين يحتاجون إلى رعاية حرجة، أعلنت حكومة أونتاريو في 27 مارس أن أكثر من 3000 جهاز تنفس جاهز للتوزيع في أونتاريو (مقارنة بالقدرة الحالية لحوالي 1300 سرير رعاية حرجة مع أجهزة تنفس و 43 مريضًا يحتاجون إلى رعاية حرجة اعتبارًا من 27 مارس).
في 30 مارس، مددت حكومة أونتاريو حالة الطوارئ حتى 13 أبريل، وأمرت أيضًا بإغلاق جميع المرافق الترفيهية الخارجية على مستوى المقاطعة، بما في ذلك الشواطئ والملاعب والمنشآت الرياضية (العديد من بلديات أونتاريو بما في ذلك تورنتو، أمرت بالفعل بإغلاق مماثل لمرافقها الترفيهية قبل عدة أيام من الطلب على مستوى المقاطعة). في 31 مارس، أُعلن أن المدارس ستظل مغلقة حتى 4 مايو على الأقل. في نفس اليوم، أعلن عمدة تورنتو جون توري أن المدينة ستلغي جميع التجمعات والمهرجانات التي تعقد في المدينة (بما في ذلك تورونتو برايد باراد، التي كان من المقرر عقدها في 28 يونيو) والمؤتمرات والتصاريح والبرامج الثقافية حتى 30 يونيو. وأوضح توري أن هذا لا يقيد بالضرورة الأحداث الرياضية الاحترافية، لكن لا تزال مغطاة بموجب القيود الإقليمية على التجمعات العامة.

## الإحصائيات

### التوزيع الجغرافي
| وحدة الصحة العامة                                                                             | الحالات | الحالات لكل م | الشفاء | الوفيات |
| --------------------------------------------------------------------------------------------- | ------- | ------------- | ------ | ------- |
| Algoma                                                                                        | 13      | 115           | 12     | 0       |
| Brant County (including Brantford)                                                            | 98      | 727           | 71     | 3       |
| Chatham-Kent                                                                                  | 88      | 863           | 32     | 1       |
| Durham Region                                                                                 | 1020    | 1,579         | 510    | 119     |
| Eastern Ontario (Stormont, Dundas and Glengarry-Prescott and Russell)                         | 94      | 463           | 52     | 0       |
| Grey-Bruce                                                                                    | 82      | 506           | 55     | 0       |
| Haldimand-Norfolk                                                                             | 196     | 1,785         | 49     | 30      |
| Haliburton, Kawartha, Pine Ridge District                                                     | 158     | 883           | 121    | 32      |
| Halton Region                                                                                 | 530     | 967           | 380    | 22      |
| Hamilton                                                                                      | 454     | 841           | 279    | 20      |
| Hastings Prince Edward                                                                        | 42      | 261           | 20     | 4       |
| Huron-Perth                                                                                   | 47      | 346           | 34     | 5       |
| Kingston, Frontenac and Lennox & Addington                                                    | 61      | 321           | 56     | 0       |
| Lambton County                                                                                | 188     | 1,485         | 110    | 14      |
| Leeds, Grenville & Lanark District                                                            | 311     | 1,838         | 241    | 40      |
| Middlesex-London                                                                              | 416     | 904           | 256    | 40      |
| Niagara Region                                                                                | 518     | 1,157         | 300    | 45      |
| North Bay-Parry Sound (including most of Nipissing District)                                  | 17      | 138           | 16     | 0       |
| Northwestern (Most of Kenora District, Rainy River District and part of Thunder Bay District) | 16      | 211           | 16     | 0       |
| Ottawa                                                                                        | 1420    | 1,520         | 805    | 78      |
| Peel                                                                                          | 2574    | 1,863         | 245    | 124     |
| Peterborough (City and County)                                                                | 87      | 630           | 44     | 3       |
| Porcupine (Cochrane District, Hornepayne, James Bay communities)                              | 60      | 714           | 46     | 4       |
| Renfrew County & District                                                                     | 16      | 144           | 12     | 1       |
| Simcoe-Muskoka                                                                                | 283     | 524           | 159    | 20      |
| Southwestern (Oxford, Elgin, St. Thomas)                                                      | 59      | 296           | 37     | 4       |
| Sudbury & Districts (including Greater Sudbury)                                               | 59      | 301           | 46     | 2       |
| Thunder Bay District (including First Nations communities in the far north)                   | 71      | 467           | 55     | 1       |
| Timiskaming (including Temagami)                                                              | 18      | 545           | 11     | 0       |
| Toronto                                                                                       | 5967    | 2,184         | 3802   | 398     |
| Waterloo Region                                                                               | 801     | 1,497         | 345    | 81      |
| Wellington-Dufferin-Guelph                                                                    | 304     | 1,069         | 114    | 24      |
| Windsor-Essex County                                                                          | 604     | 1,514         | 191    | 50      |
| York Region                                                                                   | 1612    | 1,452         | 722    | 109     |

### التوزيع الديموغرافي
| الفئة العمرية | الحالات | الحالات لكل م | الشفاء | الذكور | الإناث | المتحولون جنسيًا | غير معروفي الجنس | الوفيات | الوفيات لكل م | الوفيات من الذكور | الوفيات من الإناث | الوفيات من الذكور لكل م | الوفيات من الإناث لكل م |
| ------------- | ------- | ------------- | ------ | ------ | ------ | --------------- | ---------------- | ------- | ------------- | ----------------- | ----------------- | ----------------------- | ----------------------- |
| 19 وأقل       | 418     | 133           | 299    | 203    | 213    | 1               | 2                | 0       | 0             | 0                 | 0                 | 0                       | 0                       |
| 20-29         | 1957    | 941           | 1485   | 826    | 1124   | 1               | 5                | 2       | 1             | 1                 | 1                 | 1                       | 1                       |
| 30-39         | 2084    | 1,055         | 1579   | 910    | 1167   | 0               | 7                | 5       | 3             | 5                 | 0                 | 5                       | 0                       |
| 40-49         | 2391    | 1,292         | 1837   | 1002   | 1379   | 1               | 9                | 14      | 8             | 10                | 4                 | 11                      | 4                       |
| 50-59         | 2899    | 1,407         | 2171   | 1201   | 1692   | 0               | 6                | 41      | 20            | 23                | 18                | 23                      | 17                      |
| 60-69         | 2263    | 1,331         | 1614   | 1103   | 1150   | 0               | 10               | 91      | 54            | 58                | 33                | 70                      | 37                      |
| 70-79         | 1602    | 1,470         | 957    | 803    | 779    | 1               | 19               | 218     | 200           | 133               | 84                | 261                     | 145                     |
| 80-89         | 2270    | 4,451         | 1227   | 839    | 1384   | 0               | 46               | 441     | 865           | 206               | 233               | 954                     | 787                     |
| 90 فما فوق    | 1662    | 12,785        | 829    | 395    | 1219   | 0               | 47               | 404     | 3,108         | 125               | 274               | 3,125                   | 3,044                   |
| غير معروف     | 7       |               | 7      | 2      | 5      | 0               | 0                | 0       | 0             | 0                 | 0                 | 0                       | 0                       |
| المجموع       | 17553   | 1,205         | 12005  | 7284   | 10112  | 4               | 150              | 1216    | 83            | 561               | 647               | 78                      | 88                      |

## اختبار كوفيد-19
اختبار كوفيد-19 يستخدم لتتبع انتشار وتفشي المرض، ولتشخيص الأفراد للعلاج، وتحديد الإصابات للعزلة، وفحص الفئات السكانية المعرضة للخطر.
صرحت منظمة الصحة العالمية أن السلطات القضائية يجب أن تهدف إلى اختبار كل حالة مشتبه في إصابتها بمرض كوفيد-19. قبل البدء في إعادة فتح الاقتصاد، نصح الباحثون الولايات المتحدة بأن تهدف إلى إجراء ما لا يقل عن 152 اختبارًا لكل 100,000 شخص كل يوم. في أواخر أبريل، كانت أونتاريو تختبر أقل بقليل من 10000 شخص في اليوم، وهو ما يعادل اختبار حوالي 70 شخص لكل 100000 شخص في اليوم.

### أنواع الاختبارات

#### اختبار الحمض النووي الرايبوزي للفايروس
اعتبارًا من أبريل 2020، يتم إجراء الاختبار التشخيصي لـ كوفيد-19 في أونتاريو باستخدام طريقة تسمى تفاعل البوليميراز المتسلسل - RT-PCR - حيث أنه يتم أخذ مسحة من حلق المصاب أو مقدمة الأنف أو مؤخرة الأنف، يتم وضع المسحة داخل أنبوب خاص لتفاعل البوليميراز محكم الإغلاق يحتوي على وسيط يحفظ الفيروس، ثم يتم إرسالها إلى مراكز معالجة الاختبار في أونتاريو. في مراكز معالجة الاختبار، يستخدم الفنيون ذوو المهارة العالية آلات تجارية كبيرة لمعالجة عشرات إلى مئات العينات في آنٍ واحد. حيث أنه يتم مزج العينة مع مجموعة اختبار تحتوي على مواد كيميائية مُصَمَّمة للكشف عن الحمض النووي الرايبوزي لفايروس (كوف-2 سارس), يتم تدوير العينة بين مجموعة من درجات الحرارة لتضخيم الحمض النووي الرايبوزي، وهذه المعالجة تحتاج لمدة تتراوح بين 12 إلى 24 ساعة.
في أوائل أبريل، تعاقدت أونتاريو مع شركة سبارتن البيولوجية الشاملة من أوتاوا لتزويده بأنظمة اختبار الحمض النووي الريبوزي التي تعطي نتيجة اختبار المسحة خلال 30 إلى 60 دقيقة. تم الاتفاق على 900,000 مجموعة اختبار، في حين لم يتم الكشف عن عدد الآلات، حيث أن هذه الآلات لا يمكنها معالجة العديد من العينات في المجموع، إلا أنها تتميز بكونها صغيرة وسهلة الاستخدام. وبالتالي، يمكن استخدامها لتوفير نتائج سريعة في نقطة الرعاية. ومن المتوقع أن تكون مفيدة في المعابر الحدودية والمجتمعات المعزولة والسجون ودور الرعاية.

#### اختبارات المصل
تجري أونتاريو تجارب لاختبار أداء فحوصات الدم التي تبحث عن أجسام مضادة لفيروس سارس. لا تتكون الأجسام المضادة فورًا بعد الإصابة، لذا فإن هذه الاختبارات ليست مناسبة تمامًا للكشف عن العدوى الحالية. ومع ذلك، يمكنهم تحديد الأشخاص الذين أصيبوا بالعدوى في الماضي.

#### مرافق الاختبار
لدى الصحة العامة في أونتاريو ستة مختبرات يمكن إرسال العينات إليها. حيث أن المختبر الرئيسي هو الطوابق الأربعة العليا لمركز MaRS في وسط مدينة تورونتو. حتى مطلع أبريل، تم التعاقد مع شركة المحاسبة كيه بي إم جي
لتنظيم جميع المختبرات في المقاطعة القادرة على الاختبار الميكروبي. بالإضافة إلى مختبرات الصحة العامة الستة، يشمل ذلك 10 شبكات مستشفيات وثلاث شبكات مختبرات خاصة، بما في ذلك Dynacare و LifeLabs.

#### اختبار الوصول
يتم تعيين الوصول إلى الاختبار من قبل الصحة العامة في أونتاريو الذي ينشر وثيقة توجيه تحدد شروط اختبار الفرد. تضمنت الشروط الاتصال الوثيق مع الحالة التي تم تأكيدها من قبل الاختبار؛ لتسجيل آخر سجل سفر للمصاب ومعرفة إذا كان قد تم دخول المشفى بسبب أعراض خطيرة، وهل هو مقيم في منزل الرعاية طويلة الأجل، وما إلى ذلك. تم تحديث مجموعة الشروط بشكل متكرر من يناير إلى أبريل 2020، مما أدى في بعض الأحيان إلى تقليل الوصول وفي أحيان أخرى إلى زيادة الوصول إلى الاختبار. اعتبارًا من مارس، فتحت وحدات الصحة العامة في جميع أنحاء المقاطعة أكثر من 70 مركزًا للتقييم، التي يمكن لعامة الشعب زيارتها إذا تم توجيهها من قبل أخصائي صحي (قائمة بمراكز تقييم أونتاريو كوفيد-19 ومعاييرها الفردية). في حالة وجود ما يبرر ذلك، سيجمع المركز مسحة من الزائر للاختبار. يتم أيضًا جمع المسحات في المستشفيات ومن قبل مسؤولي الصحة العامة، على سبيل المثال، في دور الرعاية طويلة المدى.
نظرًا لأن العديد من الحالات لم يتم اختبارها، لكن عدد الاختبارات للحالات المؤكدة، هي نفسها عدد الحالات المصابة التي أبلغت عنها حكومة أونتاريو، يجب ألا يُساء فهمها على أنها العدد الفعلي للعدوى، والتي قدرت بعامل يزيد عن 20 إلى 100. على عكس بعض المدن، لم يتم الإبلاغ عن عدد الإصابات المشتبه فيها أو المحتملة من قبل حكومة أونتاريو.

#### مقدار الاختبار
يوضح الرسم البياني المعروض عدد الاختبارات التي يتم إجراؤها يوميًا، والتراكمات اليومية ونسبة الاختبارات الإيجابية في أونتاريو من مارس إلى مايو 2020. تنصح منظمة الصحة العالمية باختبار كل حالة مشتبه فيها. تشير معدلات الاختبار الإيجابية التي تزيد عن 10 ٪ إلى أن الاختبار مستهدف للغاية وأن عدد الحالات المؤكدة للاختبار لن يشير بدقة إلى انتشار كوفيد-19 بين السكان. تم تجاوز حد 10 ٪ هذا في أيام متعددة في أوائل أبريل. نظرا لاختبار عدد محدود من الحالات، سيكون العدد الفعلي للحالات أعلى بكثير من الأرقام المؤكدة للاختبار.
في أواخر مارس وأبريل، كانت أونتاريو تجري أقل عدد من الاختبارات للفرد في جميع المقاطعات. اعتبارًا من أوائل مايو 2020، من بين المقاطعات الأكبر، تأتي أونتاريو في المرتبة الثانية بعد ألبرتا وقبل كولومبيا البريطانية وكيبيك في الاختبارات اليومية للفرد.
في 15 أبريل/ نيسان، أصدرت شركات الاستطلاع، «فوروم ريسيرش» و «مينستريت ريسيرتش»، نتائج مسح أجري يومي 11 و 12 أبريل / نيسان حول انتشار واختبار كوفيد-19. من بين 5,045 مستجيباً، كان 19٪ من الأسر تحتوي على شخص لديه عرض واحد على الأقل وفي 8٪ من الأسر كان لدى شخص ما عرض رئيسي (حمى، سعال، ضيق في التنفس). وفقًا للمسح، فإن 2٪ فقط من الأسر تحتوي على شخص تم اختباره.

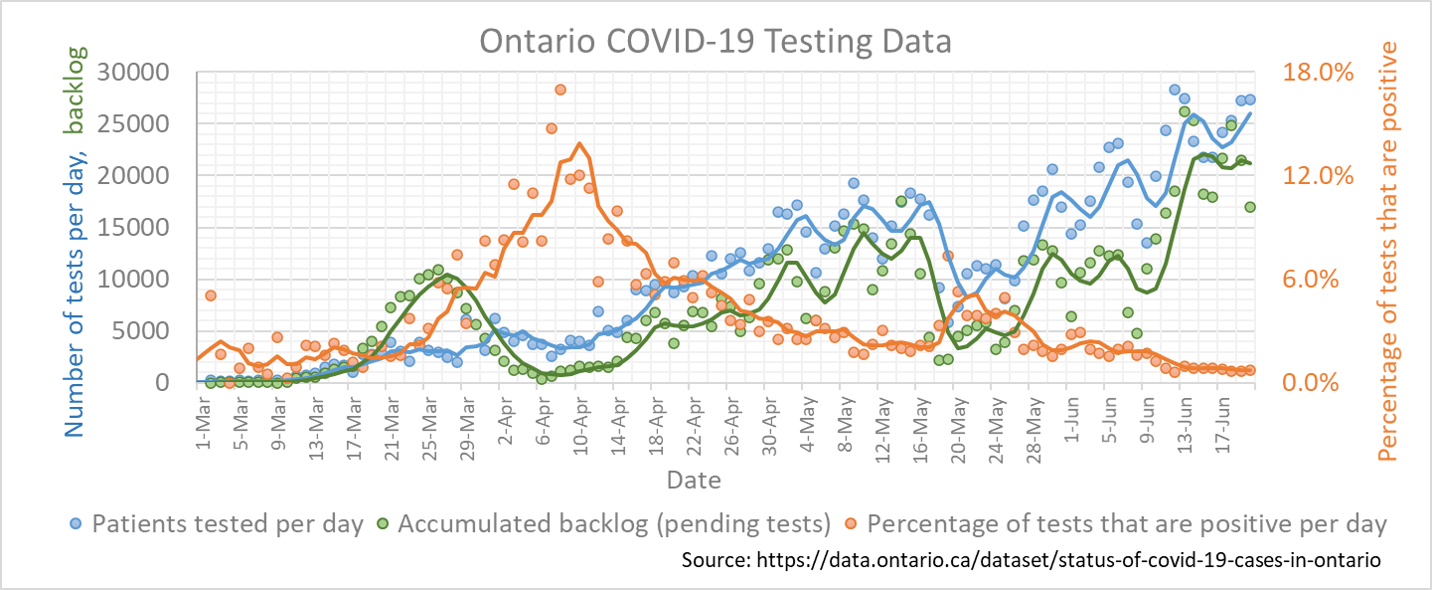
عدد الإختبارات التي يتم إجرائها يومياً

#### قدرة الاختبار
منذ يناير 2020، زادت أونتاريو من قدرتها على إجراء الاختبار استنادًا إلى تفاعل البوليميراز المتسلسل - RT-PCR. أعاقت عوامل مختلفة هذه الزيادة، بما في ذلك نقص المواد الكيميائية المتفاعلة لآلات تفاعل البوليميراز المتسلسل - RT-PCR ونقص المسحات المصدق عليها. لمواجهة هذه التحديات، تكيفت المختبرات. على وجه الخصوص، تم الحصول على ماكينات تفاعل البوليميراز المتسلسل - RT-PCR من العديد من المصانع، كل منها يأخذ مجموعات مختلفة من المواد الكيميائية. تم العثور على موردين جدد للمسحات ولكن يجب اختبار كل منهم والتحقق من صلاحيته للعمل بشكل صحيح. يتم إرجاع نتائج الاختبارات إلى الأفراد تلقائيًا باستخدام بوابة إلكترونية.

#### اختبار القدرة على الاختبار
| تاريخ التنبؤ   | القدرة الحالية المعلنة/ يوم | تنبؤ قدرة الاختبار/ يوم                                                      |
| -------------- | --------------------------- | ---------------------------------------------------------------------------- |
| مارس 13, 2020  | 2,500                       | 5000 حسب تاريخ غير محدد                                                      |
| مارس 26, 2020  | 2,500                       | كل أسبوع، زيادة بمقدار 3 إلى 4000 اختبار يوميًا و19000 اختبارًا بحلول 17 أبريل |
| أبريل 9, 2020  | 13,000                      | 19000 بحلول 29 أبريل 2020                                                    |
| أبريل 10, 2020 | 4,000                       | 8000 بحلول 15 أبريل 2020 و 14000 بحلول 29 أبريل و 16000 بحلول 6 مايو 2020    |

#### التراكمات
في 18 مارس / آذار، ذكرت صحيفة تورونتو ستار أن نتائج الاختبارات التي أعلنتها حكومة المقاطعة عمرها عدة أيام، مع زيادة أوقات الاستجابة من 24 ساعة إلى 4 أيام، مما دفع الحكومة إلى «اتخاذ القرارات بناءً على المعلومات القديمة». كانت المقاطعة قادرة فقط على معالجة حوالي 2000 اختبار يوميًا بحلول 19 مارس، مما تسبب في تراكم الطلبات. ازدادت الأعمال المتراكمة إلى أكثر من 8000 عينة غير معالجة يوم 24 مارس مع انتظار المرضى لمدة أربعة أيام على الأقل للنتائج، ويرجع ذلك جزئيًا إلى حقيقة أنه لا يُسمح للمختبرات الخاصة والجامعية بمعالجة العينات .

#### إدارة الاختبار في أونتاريو
الدكتورة فانيسا ألين، رئيس علم الأحياء الدقيقة الطبية في الصحة العامة في أونتاريو.
الدكتور بيتر دونيلي، الرئيس والمدير التنفيذي للصحة العامة في أونتاريو (في إجازة اعتبارًا من 9 أبريل 2020).
كولين جيجر، الرئيس المؤقت والمدير التنفيذي للصحة العامة في أونتاريو (اعتبارًا من 9 أبريل 2020).
الدكتور ديفيد ويليامز، كبير الأطباء في أونتاريو.
الدكتورة باربارا يافي، المدير الطبي المساعد للصحة في أونتاريو.
في مطلع أبريل / نيسان، جلبت وزارة الصحة شركة محاسبة متعددة الجنسيات كيه بي إم جي للمساعدة في تنظيم وتحسين قدرة الاختبار في أونتاريو. قال رئيس الوزراء دوج فورد في 8 أبريل / نيسان إنه يفقد صبره على أرقام الاختبار غير الكافية في أونتاريو، مما يدل على أن سعة الاختبار لم تستخدم بالكامل. في وقت لاحق من ذلك اليوم، عينت المقاطعة رئيسًا سابقًا للصحة العامة في تورونتو، الدكتور ديفيد ماكيون لاستكشاف الأخطاء وإصلاحها وإعادة التفكير في استجابة المقاطعة للوباء. في اليوم التالي في 9 أبريل، وسط انتقادات متزايدة لاختبار المقاطعة، تنحى الرئيس والمدير التنفيذي للصحة العامة في أونتاريو الدكتور بيتر دونيلي مؤقتًا لأسباب طبية وتم استبداله مؤقتًا ب كولين جيجر، رئيس إستراتيجية الصحة العامة في أونتاريو، والعلاقات مع أصحاب المصلحة والمعلومات والمعرفة.